# Ngụy Kinh Sinh
Ngụy Kinh Sinh (tiếng Trung: 魏京生; bính âm: Wèi Jīngshēng; sinh ngày 20.5.1950) là nhà hoạt động trong cuộc "Vận động Dân chủ ở Trung quốc" (中國民主運動), nổi tiếng nhất về việc viết tài liệu "Hiện đại hóa thứ 5" (第五個現代化) trên "Bức tường Dân chủ" ở Bắc Kinh năm 1978. Ông nổi tiếng vì đã bị chính quyền Trung quốc bắt và trải qua 15 năm trong nhà tù do tài liệu kể trên. Tuy nhiên, một số nguồn tin cho rằng ông bị bắt giam để đảm bảo cho nhà lãnh đạo Đặng Tiểu Bình của đảng Cộng sản Trung Quốc một thắng lợi chính trị trong cuộc chiến tranh biên giới Việt-Trung.

## Thời trẻ
Năm 1966 Ngụy Kinh Sinh gia nhập vào Hồng vệ binh khi là học sinh 16 tuổi trong thời kỳ Cách mạng văn hóa. Năm 1973 ông làm thợ điện ở Vườn thú Bắc Kinh.
Khi Đặng Tiểu Bình lên nắm quyền và thời kỳ Cách mạng văn hóa đã chấm dứt, Ngụy đã quay sang công kích Đảng Cộng sản Trung Quốc và cả Đặng Tiểu Bình, ông gọi họ là "những kẻ đội lốt quỷ dữ". Ngụy đã thực sự là một trong những nhân vật bất đồng chính kiến nổi tiếng nhất ở Trung Quốc bày tỏ quan điểm chỉ trích mạnh mẽ đường lối lãnh đạo của Đảng Cộng sản Trung Quốc cũng như công cuộc cải cách của Đặng Tiểu Bình. Kể cả sau khi Đặng Tiểu Bình từ chức và qua đời, Ngụy vẫn công khai mô tả ông ta là một nhà độc tài.

## Tác giả
Ngày 5.12.1978 Ngụy đã viết tài liệu Hiện đại hóa thứ 5 trên Bức tường Dân chủ ở Bắc Kinh nói rằng "dân chủ" được đưa thêm vào danh sách 4 hiện đại hóa , trong đó có công nghiệp, nông nghiệp, khoa học kỹ thuật cùng quốc phòng. Ngụy Kinh Sinh nổi tiếng về về việc biên tập tạp chí sớm chết yểu Thám sách (探索) năm 1979.
Ông cũng xuất bản một lá thư ký tên mình trong tháng 3 năm 1979 tố cáo tình trạng vô nhân đạo ở nhà tù Tần Thành (quận Xương Bình) của Trung quốc, nơi vị Ban-thiền Lạt-ma thứ 10 bị giam cầm. Tuy nhiên, đã có các tuyên bố không được chứng minh rằng một phần lớn luận cứ trong lá thư của Ngụy lấy từ các tác giả vô danh khác với kinh nghiệm cá nhân liên quan đến nhà tù Tần Thành.

## Bị bắt và giam tù
Ngụy đã bị chính quyền Trung quốc bắt và giam tù 15 năm do việc soạn thảo tài liệu "Hiện đại hóa thứ 5" kể trên., tuy nhiên có một vài nguồn cho rằng ông bị bắt giam vì những nguyên nhân khác.
Ngày 17.2.1979 nổ ra cuộc chiến tranh biên giới Việt-Trung. Đặng Tiểu Bình hiểu rằng một cuộc chiến tranh quốc tế có thể có một tác động mạnh mẽ vào chính trị trong nước nếu Trung Quốc giành được chiến thắng trong chiến tranh. Khi cuộc chiến tranh biên giới Việt-Trung đã được tiến hành, Ngụy và các nhà hoạt động chính trị khác đã bị bắt giữ. Ngụy bị buộc tội mưu toan bán các bí mật quân sự cho một phóng viên người Anh. Tháng 11 năm 1979 Ngụy bị truyên án tù giam 15 năm.
Ngụy đã ở tù cho tới ngày 14.9.1993 thì được thả ra, chỉ một tuần lễ trước khi có cuộc bỏ phiếu của Ủy ban Olympic Quốc tế về việc chọn Bắc Kinh hay Sydney làm thành phố chủ nhà tổ chức Thế vận hội Mùa hè năm 2000.
Ngụy sớm trở thành nhà hoạt động chính trị sau khi được phóng thích, và các quan chức Trung Quốc liên tục cảnh cáo ông rằng các hoạt động chính trị của ông đã vi phạm thỏa thuận tạm tha, và ông có thể bị bắt lại.
Ngày 27.2.1994, Ngụy gặp John H. Shattuck trợ lý Bộ trưởng Bộ Ngoại giao Hoa Kỳ phụ trách vấn đề Nhân quyền để bàn về tình trạng nhân quyền ở Trung quốc. Ngụy đã bị bắt trong tuần lễ sau đó cùng với 15 nhà hoạt động dân chủ và lao động khác. Mặc dù được thả ngay sau đó và bị đưa đi sống lưu vong ở Thiên Tân, nhưng Ngụy đã bị bắt lại lần nữa vào ngày 01.4.1994 khi ông tìm cách trở về Bắc Kinh.
Bị buộc tội âm mưu chống lại nhà nước, ông đã bị kết án 14 năm tù giam, nhưng ông chỉ ở tù cho đến ngày 16.11.1997, thì được phóng thích vì "lý do sức khỏe" và ngay lập tức bị trục xuất sang Hoa Kỳ. Ông được cho sang Hoa Kỳ do áp lực quốc tế, nhất là do yêu cầu của tổng thống Hoa Kỳ Bill Clinton thời đó.
Tháng 3 năm 2008, ông đã kêu gọi Jacques Rogge, chủ tịch Ủy ban Olympic Quốc tế, hãy làm áp lực yêu cầu nhà cầm quyền Bắc Kinh tôn trọng nhân quyền người dân ở Tây Tạng · .

## Giải thưởng và Vinh dự
Ngụy Kinh Sinh đã đoạt nhiều giải thưởng nhân quyền và dân chủ, trong đó có:
- Giải Olof Palme năm 1994, và "International Activist Award" của Quỹ Gleitsman Lưu trữ ngày 6 tháng 9 năm 2011 tại Wayback Machine.
- Giải thưởng Sakharov năm 1996 của Nghị viện châu Âu.
- Giải Nhân quyền Robert F. Kennedy năm 1996,
- Giải National Endowment for Democracy năm 1997,
- Năm 2008, ông được tạp chí A Different View của châu Âu bầu chọn là một trong 15 Chiến sĩ Hòa bình thế giới.[11]
- Ngoài ra, ông đã được ca tụng ở nhiều nơi với nhiều danh hiệu khác nhau, như "Cha đẻ của nền dân chủ Trung quốc" và "Nelson Mandela của Trung quốc".[12]
- Hàng ngàn bài viết về ông bằng nhiều ngôn ngữ khác nhau có thể tìm thấy trên Internet.
- Năm 2009 Ngụy là một trong 200 người được đề cử cho Giải Nobel Hòa bình.[13]
- Các bài viết của ông đã được dịch và xuất bản trong quyển "The Courage to Stand Alone: Letters from Prison and Other Writings" năm 1997.